# Instituto Português do Mar e da Atmosfera
O Instituto Português do Mar e da Atmosfera, IP  é o serviço nacional meteorológico, sísmico e oceanográfico de Portugal. Conhecido pelo seu acrónimo IPMA, foi fundado em 1946 sob o nome de Serviço Meteorológico Nacional. Em 2012 toma o seu nome atual quando a sua missão se estendeu às pescarias e oceanografia durante o reagrupamento de agências governamentais.
É um estabelecimento público integrado na administração indireta estatal, dotado da autonomia administrativa e financeira e os seus próprios ativos. O IPMA é uma componente do ministério do mar, baixo a supervisão e a tutela do seu ministro.

## Missões
No âmbito da sua responsabilidade nas áreas da meteorologia e geofísica o IPMA I.P. implementa as políticas nacionais assim como promove e coordena a investigação científica, o desenvolvimento tecnológico, a inovação e a prestação de serviços no domínio do mar e da atmosfera. Tem a função de autoridade nacional nas áreas da meteorologia, meteorologia aeronáutica, do clima, da sismologia e do geomagnetismo. Concentra os seus esforços na investigação de uma informação para a melhoria das informações destinadas ao público e ao comércio, em particular naquelas que pretendem proteger as pessoas e os bens.
O IPMA tem uma variedade de utilizadores ativos do público, desde a aviação, pescadores e navios, na agricultura, serviços de silvicultura e outros utilizadores particulares. Para completar o seu mandato, o IPMA possui e recolhe os dados de estações meteorológicas terrestres e de boias flutuantes, de estações de aerologia e cobertura de radares meteorológicos.
Todos estes dados são coligados com os dados que vêm dos demais países e organizações graças aos acordos internacionais da Organização Meteorológica Mundial (OMM) e assimilados em modelos de previsão numérica do tempo. Tem igualmente acesso aos dados dos satélites meteorológicos. O Instituto é membro da European Co-Operation on Meteorology (ECOMET), o Centro Europeu de Previsão do Tempo a Médio Prazo (ECMWF) e a Organização Europeia para a exploração de Satélites Meteorológicos (EUMETSAT).

## Delegações
Além da sede geral de Lisboa, o IPMA mantém escritórios em : Algés, Açores, Madeira, Matosinhos, Olhão e Tavira com um complemento de instrumentos meteorológicos, sismícos e demais.

### Radares
Portugal continental conta três radares meteorológicos. Existindo mais dois, um na ilha da Terceira (Arquipelago dos Açores) e um outro Porto Santo (Arquipelago da Madeira). Em outubro de 2015, o IPMA deu início a trabalhos de melhorias instalando a dupla polarização no radar de Arouca/Pico Gralheiro. Esta mudança permite graças a um canal de tratamento relativamente complexo, de identificar e de distinguir a natureza dos diferentes tipos de sinais detectados pelo radar, mostrando o tipo de precipitação.
Em janeiro de 2024 foram inaugurados os radares de Coruche e Loulé que foram alvos de melhorias através do Plano de Recuperação e Resiliência.
Esta previsto até ao final de 2024 dois novos radares nos Açores, em São Miguel (Pico Santos de Cima) e nas Flores (Morro Alto).

## História
Meteorologia e Geofísica:
A instituição foi criada a 23 de março de 1946, Dia Mundial da Meteorologia, sob a designação de "Serviço Meteorológico Nacional (SMN)".
Foi oficializado pelo Decreto-Lei n.º 35836, de 29 de agosto de 1946, o qual operou a fusão das instituições existentes com competências nas áreas que foram atribuídas ao novo serviço. Em consequência, com a criação do SMN extinguiram-se os serviços meteorológicos que então estavam dispersos em diversos organismos do Estado: o Secretariado da Aeronáutica Civil, na Presidência do Conselho de Ministros, o Observatório do Infante D. Luís e o Serviço Meteorológico dos Açores, no Ministério da Educação Nacional, e outros organismos integrados nos ministérios da Guerra, da Marinha e das Colónias e na Direcção-Geral dos Serviços Agrícolas do Ministério da Economia.
O primeiro director do SMN, nomeado em Setembro de 1946, foi Herculano Amorim Ferreira, o coordenador do relatório que levara à criação da instituição.
A primeira grande reestruturação do SMN foi operada pelo Decreto-Lei n.º 37710, de 30 de dezembro de 1949, ratificado pela Lei n.º 2042, de 17 de junho de 1950, que determinou a reorganização dos serviços meteorológicos das colónias e veio a instituir, em cada uma delas, um serviço independente, mas tecnicamente integrado no SMN, cada um dos quais denominado "serviço meteorológico". Cabo Verde teve então um regime específico.
O SMN foi reestruturado em 1976, pelo Decreto-Lei n.º 633/76, de 28 de Julho[ligação inativa], passando a denominar-se "Instituto Nacional de Meteorologia e Geofísica (INMG)" dadas as funções de carácter técnico e científico que lhe foram atribuídas.
Em 1993, na sequência do Decreto-Lei n.º 187/93 de 24 de maio (Lei Orgânica do Ministério do Ambiente e Recursos Naturais), o INMG passou a designar-se "Instituto de Meteorologia". Na sequência do Decreto-Lei n.º 157/2007 de 27 de Abril, a instituição adoptou a designação "Instituto de Meteorologia, I. P.", de acordo com a nova nomenclatura atribuída aos institutos públicos.
Mar e Recursos Marinhos:
A Estação de Biologia Marítima de Lisboa foi fundada em 1919 sendo o seu primeiro diretor Celestino da Costa. Em 1924 Alfredo Magalhães Ramalho é nomeado seu diretor, estabelecendo colaboração estreita com a Noruega, em particular para o apetrechamento do primeiro navio oceanográfico construído pelo estado português, o “Albacora”. Em 1951 é formado o Instituto de Biologia Marítima, com a separação do Aquário Vasco da Gama.
O Instituto Nacional de Investigação das Pescas, designado por INIP, é criado pelo artigo 42.º do Decreto-Lei n.º 221/77 , de 28 de Maio. São suas atribuições (a) Assegurar e coordenar, de acordo com os programas aprovados, a investigação científica e técnica do sector; (b) Promover a difusão dos resultados obtidos no seu trabalho, por forma a poderem ser utilizados principalmente pelos restantes serviços do Ministério da Agricultura e Pescas; (c) Promover, elaborar e executar programas e projetos para o estabelecimento de padrões de qualidade e salubridade dos produtos de origem aquática e normas que permitam verificá-los; (d) Colaborar no estudo e estabelecimento de normas e regulamentos relativos ao uso e protecção dos recursos e meios aquáticos; (e) Promover a realização de cursos de formação e outras iniciativas adequadas para melhoria técnico-profissional do seu pessoal e colaborar no aperfeiçoamento do pessoal técnico do sector.
O INIP é reestruturado pelo Decreto Lei 321/93, de 21 de Setembro, com a formação do Instituto Português de Investigação Marítima, designado abreviadamente por IPIMAR, tendo por atribuições fomentar a investigação aplicada nos domínios da exploração, gestão e conservação dos recursos marinhos e a promoção do desenvolvimento tecnológico das atividades económicas correlacionadas e assegurar o suporte científico e técnico das políticas definidas no âmbito do Ministério do Mar.
O Instituto Português de Investigação Marítima é extinto pelo Decreto-Lei 74/96, de 18 de Junho, tendo-lhe sucedido o Instituto de Investigação das Pescas e do Mar (igualmente designado por IPIMAR) cuja Lei Orgânica é fixada pelo Decreto Lei 94/97, de 23 de Abril, como um serviço central do Ministério da Agricultura, do Desenvolvimento Rural e das Pescas, dotado de autonomia administrativa, ao qual compete promover a pesquisa científica no domínio das ciências e tecnologias do mar, contribuir para a definição das políticas sectoriais e assegurar o apoio técnico e científico conducente ao desenvolvimento e renovação do sector das pescas.
Em 2002, o IPIMAR e o INIA (Instituto Nacional de Investigação Agrária) através de um processo de fusão, formam o Instituto Nacional de Investigação Agrária e das Pescas (INIAP). Com a integração do Laboratório Nacional de Investigação Veterinária (LNIV) e das atribuições de investigação, da Direção Geral de Proteção de Culturas (DGPC), e a integração do Banco Português de Germoplasma Vegetal é formado em 2006 o Instituto Nacional de Recursos Biológicos (INRB, I.P.). Este instituto viria a desagregar-se em 2012 no Instituto Nacional de Investigação Agrária e Veterinária (INIAV), sendo a componente marinha integrada no IPMA.